# Крупник, Илья Наумович
Илья́ Нау́мович Кру́пник (4 октября 1925 или 25 октября 1925, Ростов-на-Дону — 27 мая 2023, Москва) — русский писатель.

## Биография
Родился 4 октября 1925 года в Ростове-на-Дону.
В 1941 году работал на минном заводе, с 1943 года — краснофлотец Ленинградского ВМУ, затем Каспийской военной флотилии. Тяжело ранен, инвалид войны 2-й группы, награждён медалями.
В 1950 году окончил филологический факультет Московского государственного университета имени М. В. Ломоносова.
Член КПСС с 1956 года.
Первый рассказ был опубликован в 1957 году. Рассказы печатались в журналах «Октябрь», «Юность», «Литературной газете». После выхода в 1967 году второй книги Крупника он попал под запрет в связи с выступлениями в защиту арестованных Юлия Даниэля и Андрея Синявского. Следующая книга Ильи Крупника вышла только в 1989 году.
Скончался 27 мая 2023 в Москве. Похоронен на Донском кладбище , в семейно- родственной могиле  музыковеда Френкеля Якова Абрамовича , участок 4.

### Семья
- Сын — Игорь Ильич Крупник (род. 1951), советский, российский и американский этнограф, историк, антрополог; специалист по национальным меньшинствам и северным народностям.

## Участие в творческих и общественных организациях
- Член Союза писателей СССР (1962—1991)

### Публикации Ильи Крупника

#### Книги
- Крупник Илья. Снежный заряд. — М., 1962.
- Крупник Илья. На этой земле (Короткие рассказы и повести). — М., 1967.
- Крупник Илья. Начало хороших времён: Почти реалистические повести. — М., 1989.
- Крупник Илья. Жизнь Губана.
- Крупник Илья. Верните отрока!. — М., 2003. — ISBN ISBN 5-7905-2091-X.
- Крупник Илья. Жить долго. — М., 2006.
- Крупник Илья. Струна. — Этерна, 2015. — 544 с. — ISBN 978-5-480-00296-6.

### Об Илье Крупнике
- Луценко Н. Мнимое и настоящее // Юность. — 1958. — № 11.
- Татаринцев В. Правдивые рассказы // Сибирские огни. — 1963. — № 12.
- Чайковская О. Рассказы молодого писателя // Новый мир. — 1963. — № 1.
- Корытная С. Люди на севере // Москва. — 1963. — № 1.
- Крупник Илья Наумович // Писатели Москвы: Биобиблиографический справочник / Сост. Е. П. Ионов, С. П. Колов. — М.: Московский рабочий, 1987. — С. 236—237.
- Лелик П. Срочно явиться в контору к товарищу Леонарду // Знамя. — 1989. — № 10.
- А. М. Ранчин Сборник повестей // Октябрь. — 1991. — № 2.
- Крупник Илья Наумович // Российская еврейская энциклопедия / Гл. ред. Г. Г. Бранновер. — Т. 2. — М.: Эпос, 1995. — С. 98—99.
- Писатели Москвы — участники Великой Отечественной войны. — М., 1997. — С. 242.
- Кузьменко П. Вспашка поля Платонова // Ex libris НГ. — 2003. — 18 декабря.
- Мороз Э. Эта странная жизнь // Знамя. — 2004. — № 12.